# SMA SR305-230
Predloga:Infobox Aircraft Engine
SMA SR305-230 je 4-valjni, 4-taktni. turbopolnjeni dizelski protibatni letalski motor francoskega proizvajalca SMA Engines.Prvič je poletel marca 1998 na Socata TB-20. Julija 2001 je dobil francosko (DGAC) certifikacijo, leto pozneje pa še FAA. 
Uporablja se na letalu Cessna 182. Poraba goriva je 38 litrov/uro, v primerjavi z 51 l/uro pri bencinski (avgas) verziji. Hlajenje je kombinacija zračnega in oljnega. 
SMA planira tudi močnejši motor SR460, ki bo imel moč 330-400 KM

## Uporaba
- Cessna 182

## Specifikacije(SR305-230)
- Tip: 4-valjni 4-taktni dizelski protibatni letalski motor
- Delovna prostornina: 4988 cm3 (304 cu in)
- Dolžina: 820 mm (32 in)
- Širina: 930 mm (37 in)
- Višina: 750 mm (30 in)
- Teža: 195 kg (430 lb)

- Gorivo: Jet A, Jet A-1 (kerozin)
- Hlajenje: zračno/oljno
- Transmisija: Direktni pogon (ni reduktorja)
- Moč: 169 kW (227 KM) pri 2200 rpm,  734 N·m navora